# Woodstock (Village)
Woodstock ist ein Village in der Town Woodstock im Windsor County des Bundesstaates Vermont in den Vereinigten Staaten mit 900 Einwohnern (laut Volkszählung von 2020). Das Village Woodstock liegt im Nordosten der Town Woodstock und wird vom Ottauquechee River durchflossen.

## Geschichte
Die Town Woodstock, in der das Village Woodstock liegt, wurde durch Benning Wentworth im Rahmen seiner New Hampshire Grants am 10. Juli 1761 zum Verkauf ausgerufen. Die Town Woodstock, in der das Village Woodstock die Hauptsiedlung ist, ist das Verwaltungszentrum (Shire Town) des Countys.
Das Village Woodstock wurde im Jahr 1837 mit eigenständigen Rechten versehen.
Der Woodstock Village Historic District wurde im Jahr 1973 in das National Register of Historic Places aufgenommen. Es umfasst das Zentrum des Villages und weitere Grundstücke am Ottauquechee River. Insgesamt gibt es 95 Gebäude und Strukturen, die zur historischen Vergangenheit gehören.

### Einwohnerentwicklung
| Jahr      | 1800 | 1810 | 1820 | 1830 | 1840 | 1850 | 1860 | 1870 | 1880 | 1890 |
| --------- | ---- | ---- | ---- | ---- | ---- | ---- | ---- | ---- | ---- | ---- |
| Einwohner |      |      |      |      |      |      |      |      | 1266 | 1218 |
| Jahr      | 1900 | 1910 | 1920 | 1930 | 1940 | 1950 | 1960 | 1970 | 1980 | 1990 |
| Einwohner | 1284 | 1383 | 1252 | 1312 | 1325 | 1326 | 1415 | 1154 | 1178 | 1037 |
| Jahr      | 2000 | 2010 | 2020 | 2030 | 2040 | 2050 | 2060 | 2070 | 2080 | 2090 |
| Einwohner | 977  | 900  | 900  |      |      |      |      |      |      |      |

Volkszählungsergebnis Perkinsville, Vermont

## Wirtschaft und Infrastruktur

### Verkehr
Der U.S. Highway 4 verläuft in von Nordosten nach Südwesten durch das Village. Er folgt im Wesentlichen den Verlauf des Ottauquechee Rivers. Im Zentrum des Villages trifft aus Norden kommend die Vermont State Route 12 auf den Highway und etwas südlich dieser Stelle mündest aus Süden komment die Vermont State Route 106 in den Highway.